# X-31 (航空機)
X-31
- 用途：実験機
- 製造者：

  - ロックウェル・インターナショナル社
  - メッサーシュミット・ベルコウ・ブローム社
- 運用者

  -  アメリカ合衆国（NASA、DAPDA）
  -  ドイツ（DLA）
- 初飛行：1990年10月11日
- 生産数：2機
- 運用状況：退役

X-31とは、アメリカ合衆国とドイツが共同開発した実験機。ロックウェル及びメッサーシュミット・ベルコウ・ブロームが製造を担当している。
戦闘機の機動性向上実験に供することを目的に、推力偏向ノズルを備えた実験機として2機が製造された。機体形状は単発戦闘機そのものだが、実験機ゆえに武装は設定されていない。

## 特徴
戦闘機の機動性能を向上させる技術として、推力偏向がある。本機は、その研究を行うために、NASA、DARPA、ロックウェル・インターナショナル、米空・海軍、さらにドイツ国防省、MBBが協力して開発した研究機である。
新造機ではあるが、F/A-18のキャノピー部を流用するなど、開発費削減の努力がなされている。単発単座、単垂直尾翼にカナード翼・デルタ翼を有し、JAS39や、EF-2000に似た形状となっている。インテイクは機体下部にある。エンジンノズルは胴体末尾にあり、推力偏向用グラファイト・エポキシとカーボン製の推力偏向板が3枚装備されている。これを用いて排気方向を制御し、機体の機動性を向上させている。失速限界の迎え角から偏向を行い、いわゆるヘルブスト機動を可能としており、機首を上に向けた状態を維持しての水平飛行など従来の機体では不可能な運動性能を実現した。操縦系統にはフライ・バイ・ワイヤを採用している。機動性が格段に高いとはいえ、X-29同様、戦闘機のための技術開発を目的とした研究機であり、戦闘機ではない。
翼の形状面では高速安定方向に振っているため、通常飛行での不安定さについてはX-29ほどの配慮は必要ではない。しかし、推力偏向特有の挙動の制御には高度な制御能力が必要であり、4つの飛行制御コンピュータを持つ。実際にはそのうちの3つが飛行制御を行い、残りの1つは3つの飛行制御コンピュータの制御に矛盾が生じないように“制御コンピュータを制御する”という仕組みになっていた。
1986年に、ロックウェル・インターナショナル内で設計が始まり、1987年に正式に機体の発注を受けている。1990年10月11日に1号機の初飛行に成功している。1991年には2号機が初飛行した。飛行試験はNASAの管轄であった。1995年、エドワーズ空軍基地で、1号機のピトー管が凍結し、飛行制御にエラーが生じたことが原因で墜落、機体は失われている。ピトー管凍結の原因については、凍結防止ヒーターの配線ミスによるものであったとされる。パイロットは機体が制御不能に陥った時点で脱出し無事であった。
同年、2号機はパリ航空ショーに参加。1995年5月13日の飛行をもって、当初計画は終了した。
その後はパタクセント・リバー海軍航空基地に保管されていたが、2000年4月よりVECTOR計画として、短距離離着陸の試験が行われることとなり、復帰のための改装・整備が行なわれた。再整備後の初飛行は2001年2月24日に行われている。2002年から2003年にかけて、上空にて模擬離着陸試験を繰り返した。試験終了後の機体はドイツ博物館に展示・保管されている。

## 諸元
- 全長:13.21 m
- 全幅:7.26 m
- 全高:4.75 m
- 自重:5,176 kg（全備重量7,228 kg）
- エンジン:ゼネラル・エレクトリック製F404-GE-400（アフターバーナー時推力7,258 kg/16,000 lbf/71 kN)1基
- 最大到達速度:マッハ 1.28
- 翼面積： 226.3 ft2 (21.02 m2)
- アスペクト比： 2.51:1
- 空虚重量： 11,410 lb (5175 kg)
- 積載重量： 14600 lb (6622 kg)
- 最大離陸重量： 15935 lb (7228 kg)
- 最大上昇限度： 40000 ft (12200 m)
- 上昇率： 43000 ft/min (218 m/sec)
- 翼面荷重： 64.5 lb/ft2 (315 km/m2)

## 画像

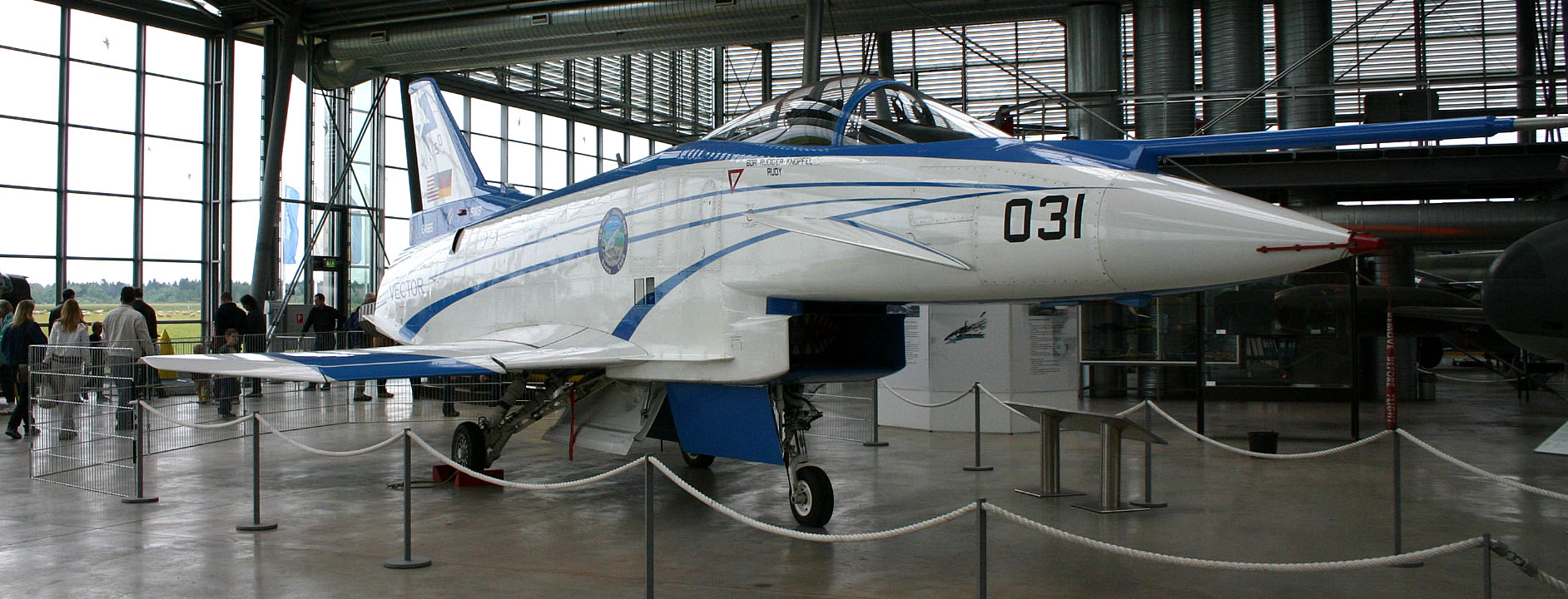
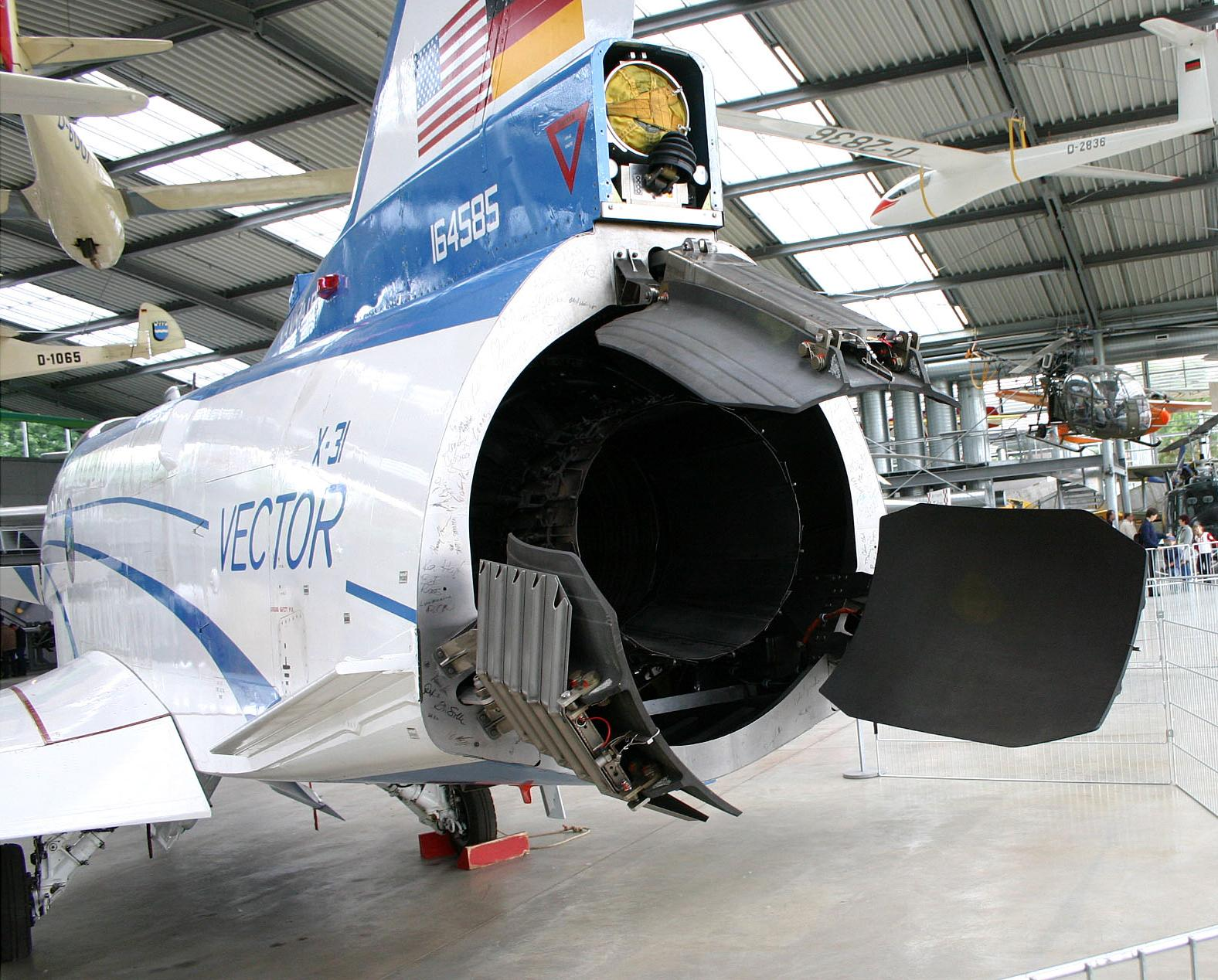